# Elbasan Arena
El Elbasan Arena (anteriormente llamado Estadio Ruzhdi Bizhuta) es un estadio multiusos de la ciudad de Elbasani, Albania. Fue inaugurado en 1967 y hasta el 2022 fue el campo del KF Elbasani, club que jugaba en la Kategoria Superiore, la primera división del fútbol albanés. Actualmente es la sede del club sucesor del KF Elbasani, el AF Elbasani.
En enero de 2014, se confirmó que el estadio sería la sede temporal de los partidos en casa de la Selección de fútbol de Albania, mientras durara la demolición y posterior reconstrucción del Estadio Qemal Stafa.
La renovación del estadio para cumplir con los requisitos de la UEFA comenzó en febrero de 2014. Los vestuarios para los jugadores y los árbitros fueron reconstruidos, se construyó una nueva sala de conferencias y nuevas salas de transmisión. La iluminación del estadio fue reemplazada totalmente y se instaló un nuevo marcador electrónico. Se instalaron también 12 500 butacas. Las obras fueron inauguradas el 8 de octubre de 2014, con un costo total de la renovación de € 5 500 000.
La ceremonia de inauguración del estadio se celebró el 11 de octubre de 2014, con un partido entre las selecciones de Albania y Dinamarca para la Clasificación para la Eurocopa 2016. Jugando por primera vez en el recientemente remodelado Elbasan Arena, los anfitriones se pusieron en ventaja en el minuto 38 gracias a un disparo desviado de Ermir Lenjani, pero el suplente danés Lasse Vibe anotó el gol del empate en el minuto 81 y los rivales del Grupo I se colocaron empatados en la cima.

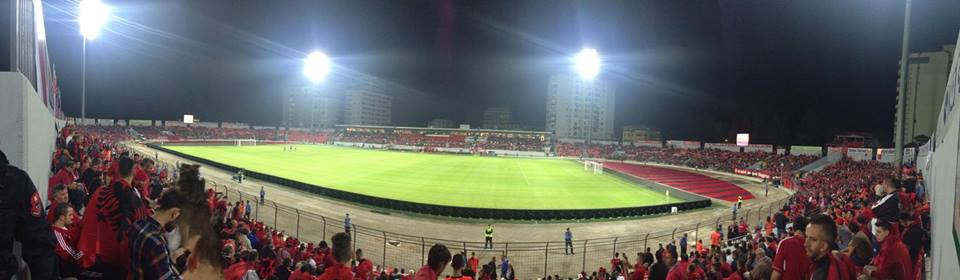
Imagen panorámica del estadio.